# ランド・オブ・バッド
『ランド・オブ・バッド』（原題：Land of Bad）は、2024年制作のアメリカ合衆国のアクション映画。

## あらすじ
イスラム過激派の温床となっているフィリピンの島で、アメリカ軍の特殊部隊デルタフォースが、テロリストと繋がりがある富豪のペドロフに対して内偵を行っている最中に拉致されたCIAの諜報員を救出するという極秘任務に乗り出した。
シュガー曹長の率いるチームに統合末端攻撃統制官であるキニー軍曹を加えた4人は諜報員が監禁されているというペドロフの邸宅まで接近するも、丁度そこにテロリストのハシミ率いる一味が邸宅に現れ、ペドロフの護衛や家族を殺傷しはじめる。
民間人に死者がでたことでやむえず介入するシュガーのチームだったがハシミ一味の数と火力に圧倒され、激しい銃撃戦の末に壊滅寸前に陥ってしまう。孤立したキニー軍曹は、上空から支援する無人戦闘機MQ-9 リーパーのオペレーター・グリム大尉を頼りに、決死の脱出に挑む。

## キャスト
- JJ・キニー軍曹：リアム・ヘムズワース…アメリカ空軍に属するJTAC(統合末端攻撃統制官)。前線航空管制のためにシュガーのチームに同行する。
- エディ・"リーパー"・グリム大尉：ラッセル・クロウ…ネリス空軍基地に在籍するアメリカ空軍士官。無人攻撃機のオペレーター。
- ジョン・"シュガー"・スイート曹長：マイロ・ヴィンティミリア…デルタフォース所属でチームの隊長。
- エイベル軍曹：ルーク・ヘムズワース：デルタフォース所属でシュガーの部下。
- ビショップ軍曹：リッキー・ウィトル：デルタフォース所属でシュガーの部下。
- ニア・ブランソン二等軍曹：チカ・イコグウェ…アメリカ空軍所属。無人攻撃機のオペレーターでグリムの部下。
- ダズ・パケット大佐：ダニエル・マクファーソン…アメリカ空軍士官。グリムの上官。
- サイード・ハシミ：ロバート・ラビア…フィリピンのイスラム過激派アブ・サヤフに属するテロリスト。
- ビクター・ペトロフ：ジャック・フィンステラー…CIAから内偵をうけているテロリストと繋がりがある富豪。